# 中甸千里光
中甸千里光（学名：Senecio chungtienensis）是菊科千里光属的植物，是中国的特有植物。分布于中国大陆的云南等地，生长于海拔3,000米的地区，一般生长在高山牧场，目前尚未由人工引种栽培。
其种加词“chungtienensis”意为“中甸的”（云南省迪庆藏族自治州香格里拉市）。